# 李诫墓
李诫墓位于河南省新郑市龙湖镇于寨村西。全国重点文物保护单位。
李诫，字明仲，郑州管城县（今河南省新郑市）人，北宋著名建筑师，著有《营造法式》。大观四年（1110年）二月，李诫逝世，葬在家乡郑州管城县新郑梅山。
2006年管城县新郑梅山李诫墓被列为全国重点文物保护单位。2008年8月上旬，中国文物界、建筑界多名专家在河南省新郑市，为李诫墓园整修工程举行奠基仪式，以纪念李诫及所著《营造法式》颁行900周年。